# 97
97（九十七）是96与98之间的自然数。

## 在数学中
- 第25個質數。前一個為89、下一個為101。
  - 此數字雖然是自然質數，但不是高斯質數。前一個有此性質的自然質數是89、下一個是101。（OEIS數列A002313）

其第一象限之高斯質數的整数分解為{\displaystyle \left(9+4i\right)\times \left(9-4i\right)}。
  - 十進制中最大的兩位數素数
  - 普羅斯質數：{\displaystyle 97=3\times 2^{5}+1}[1]
- 第74個虧數，真因數和為1，虧度為96。前一個為95、下一個為98。
- 第66個不尋常數，大於平方根的質因數為97。前一個為95、下一個為99。
- 第61個無平方數因數的數。前一個為95、下一個為101。
- 第13個十进制的自我數。前一個為86、下一個為108。
- 第38個十进制的等數位數。前一個為89、下一個為101。
- 十進制中，97、907、9007、90007以及900007都是快樂質數。然而，{\displaystyle 9000007={{277}\times {32491}}}，是一個合成數，但它也是快樂數。
  - 其快樂數的過程為：97 → {\displaystyle {{{9}^{2}}+{{7}^{2}}}=130} → {\displaystyle {{{{1}^{2}}+{{3}^{2}}}+{{0}^{2}}}=10} → {\displaystyle {{{1}^{2}}+{{0}^{2}}}=1}

### 基本运算
| 乘法                             | 1  | 2   | 3   | 4   | 5   | 6   | 7   | 8   | 9   | 10  |  | 11   | 12   | 13   | 14   | 15   | 16   | 17   | 18   | 19   | 20   |
| -------------------------------- | -- | --- | --- | --- | --- | --- | --- | --- | --- | --- |  | ---- | ---- | ---- | ---- | ---- | ---- | ---- | ---- | ---- | ---- |
| {\displaystyle {{97}\times {x}}} | 97 | 194 | 291 | 388 | 485 | 582 | 679 | 776 | 873 | 970 |  | 1067 | 1164 | 1261 | 1358 | 1455 | 1552 | 1649 | 1746 | 1843 | 1940 |

## 在人类文化中
- 1997年是香港主權由英國移交至中華人民共和國的年份，「97問題」在1980年代至1990年代初期曾經困擾香港，97此數字成為令香港人最敏感的數字。
- 日本第97代天皇後村上天皇

## 其他領域

### 在武器中
- T97手槍，為為中華民國軍備局生產製造中心第205廠開發的手槍。
- XT-97突擊步槍，為中華民國軍備局生產製造中心第205廠開發的突擊步槍，第一種設計生產與配發服役的5.56公釐和9公釐雙用口徑步槍，2009年台北航太展公開發表。

### 在科学中
- 锫的原子序数[2]
- 现行阳历中，400年有97个闰年。